# Over Silent Paths
Over Silent Paths é um filme mudo norte-americano de 1910 em curta-metragem, do gênero drama e western, dirigido por D. W. Griffith. Cópia do filme encontra-se conservada no Museu de Arte Moderna dos Estados Unidos.

## Elenco
- Marion Leonard
- Dell Henderson
- W. Chrystie Miller
- Arthur V. Johnson
- Alfred Paget
- Frank Powell
- Mack Sennett